# Crotalus mitchellii
Espèce
Synonymes
- Caudisona mitchellii Cope, 1861
- Crotalus goldmani Schmidt, 1922

Statut de conservation UICN

 LC  : Préoccupation mineure
Crotalus mitchellii est une espèce de serpents de la famille des Viperidae.

## Répartition
Cette espèce est endémique de Basse-Californie du Sud au Mexique.

## Description

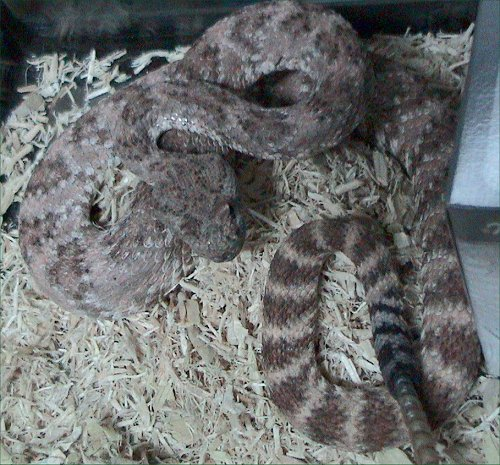

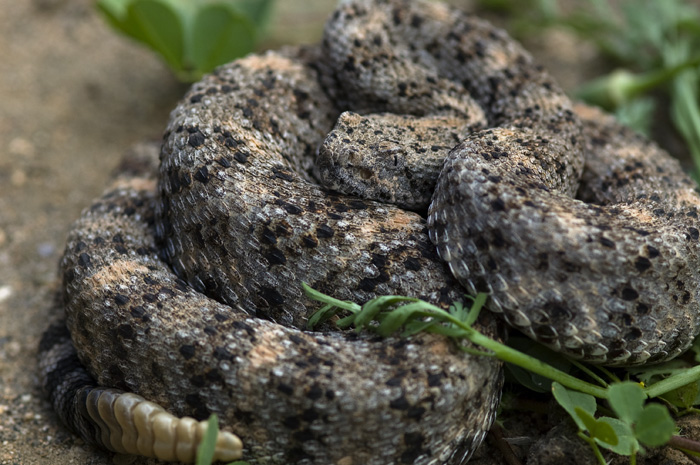

Ce serpent venimeux mesure généralement entre 90 et 100 cm pour les mâles, mais il existe de fortes variations entre les sous-espèces (environ 60 cm pour les plus petites à près de 140 cm pour les plus grandes).

## Taxinomie
Les sous-espèces Crotalus mitchellii angelensis et Crotalus mitchellii pyrrhus ont été élevées au rang d'espèce par Meik, Streicher, Lawing, Flores-Villela et Fujita en 2015 et Crotalus mitchellii muertensis a été placée en synonymie avec cette dernière.

## Étymologie
Cette espèce est nommée en l'honneur du médecin américain Silas Weir Mitchell (1829-1914), qui s'intéressait particulièrement aux venins de serpents.

## Publication originale
- Cope, 1861 : Contributions to the ophiology of Lower California, Mexico and Central America. Proceedings of the Academy of Natural Sciences of Philadelphia, vol. 13, p. 292-306 (texte intégral).